# Robert S. Folkenberg
Robert Stanley Folkenberg (San Juan (Porto Rico), 1 de janeiro de 1941 - Winter Haven, 24 de dezembro de 2015) foi um pastor americano que serviu como presidente da Conferência Geral da Igreja Adventista do Sétimo Dia de 1990 até sua renúncia em 1999. Seu mandato foi marcado por um crescimento sem precedentes no número de membros da igreja e por sua “iniciativa de Missão Global” na Igreja Adventista. Após sua renúncia ao cargo de presidente, ele trabalhou com os leigos da igreja através de programas mundiais através do ShareHim/Global Evangelism.

## Biografia
Robert Folkenberg nasceu em Porto Rico em 1941, filho de missionários norte-americanos trabalhando na América Latina e América Central. A educação de Folkenberg até a 4ª série ocorreu em Porto Rico, antes de passar a frequentar escolas em Cuba, e posteriormente, ingressar no ensino médio na Califórnia e concluir o ensino médio em Milo, Oregon, em 1958. No ano seguinte, Folkenberg matriculou-se no Atlantic Union College, onde permaneceu por um ano antes de passar um ano no Newbold College . Em 1962, Folkenberg formou-se na Andrews University e obteve seu mestrado em teologia do Novo Testamento pela Universidade Andrews em 1963.
Antes de sua eleição como Presidente da Conferência Geral em 1990, Folkenberg serviu como Presidente da Conferência da Carolina.
Sua decisão em 1998 de estabelecer um "Conselho de Educação Ministerial e Teológica" em todas as divisões da igreja foi criticada e adiada.
Ele defendeu a visão de uma “iniciativa de Missão Global” na Igreja Adventista. Um esperado longo mandato como presidente foi interrompido pela sua decisão de renunciar em meio a alegações de improbidade financeira na sua vida pessoal. A sua decisão não foi uma admissão de culpa, mas sim uma expressão de preocupação para que a igreja não fosse prejudicada pela sua cooperação na investigação. Um artigo do Christianity Today diz: "Durante sua presidência, Folkenberg foi conhecido por um estilo de gestão um tanto brusco, abalou a denominação, liderando iniciativas de comunicação de massa que levaram a um crescimento maciço no número de membros". De acordo com Lawrence Geraty, então presidente da Universidade La Sierra, embora Folkenberg "nunca tenha pedido a alguém para fazer o que ele próprio não estava disposto a fazer", seu estilo causava arrepios.
Folkenberg era casado com Anita Emmerson e tiveram dois filhos, Robert e Kathi. Ele faleceu pouco antes de completar 75 anos, em 24 de dezembro de 2015, de uma recorrência de câncer de cólon, em sua casa em Winter Haven, Flórida, cercado pela família.

### Improbidades financeiras
Robert Folkenberg tinha negócios com James Moore, que foi condenado por crime de roubo em 1987. Em 21 de agosto de 1998, Moore processou Folkenberg, a General Conference Corporation e a Divisão Interamericana, alegando que Folkenberg havia roubado 8.000.000 de dólares dele. O processo foi resolvido fora do tribunal em 26 de fevereiro de 1999. As reuniões foram realizadas pela ADCOM nos dias 27 e 28 de janeiro daquele ano, questionando Folkenberg sobre seu trato. Foi solicitado que ele renunciasse a seu cargo, mas ele recusou. Finalmente, em 8 de fevereiro de 1999, ele renunciou ao cargo de presidente da Associação Geral dos Adventistas do Sétimo Dia.